# Euljiro-ipgu (metropolitana di Seul)
Euljiro-ipgu (을지로입구역 - 乙支路入口譯, Euljiro-ipgu-yeok ) è una stazione della metropolitana di Seul servita dalla linea 2 della metropolitana di Seul. La stazione si trova nel quartiere di Jung-gu, nel centro di Seul.

## Linee
Seoul Metro
● Linea 2 (Codice: 202)

## Struttura
La stazione è sotterranea e dispone di porte di banchina a protezione dei binari.
| Circ. interna | ● Linea 2 | per Euljiro 3-ga, Wangsimni, Seongsu, Geondae-ipku e Jamsil |
| Circ. esterna | ● Linea 2 | per Sicheong, Chungjeongno, Hapjeong e Wangsimni            |

## Stazioni adiacenti
| «         | Servizio | »            |
| Linea 2   | Linea 2  | Linea 2      |
| --------- | -------- | ------------ |
| Municipio | -        | Euljiro 3-ga |